# Kupusina
Kupusina (húngaro: Bácskertes; serbocroata cirílico: Купусина) es un pueblo de Serbia perteneciente al municipio de Apatin del distrito de Bačka del Oeste de la provincia autónoma de Voivodina.
En 2011 su población era de 1921 habitantes. Cuatro quintas partes de los habitantes son magiares.
En la Edad Media existió aquí una localidad llamada Hetes, que fue destruida en las invasiones turcas. La actual localidad fue fundada en 1751 por magiares y eslovacos procedentes de las regiones de Heves, Nitra y Kalocsa. En 2006, el Ayuntamiento de Apatin reconoció al húngaro como idioma cooficial en el pueblo.
Se ubica sobre la carretera 107 a medio camino entre la capital distrital Sombor y la capital municipal Apatin, junto a la frontera con Croacia en el entorno inundado del Danubio.